# سوبك حتب السابع
كان ميركوير سوبك حتب (بالإنجليزية: Merkawre Sobekhotep)،(المعروف أيضا بإسم سوبك حتب السابع) الفرعون السابع والثلاثون من الأسرة الثالثة عشر خلال الفترة المتوسطة الثانية، وقد حكم على الأرجح في مصر وربما في صعيد مصر خلال منتصف القرن السابع عشر قبل الميلاد من 1664 قبل الميلاد وحتى 1663 قبل الميلاد، حسب عالم المصريات الألماني توماس شنايدر.
تم إثبات ميركوير سوبك حتب من خلال ختم جعران مجهول المصدر ومن خلال تمثالين مخصصين لآمون. كانت التماثيل في الأصل من الكرنك وهي الآن في المتحف المصري وفي متحف اللوفر على التوالي. تظهر التماثيل ميركاورى سوبك حتب مع ولدين بيبي وسوبخوتب، وكلاهما يحمل ألقاب "ابن الملك" و"مسؤول البلاط".